# Herentals
Herentals (nederländskt uttal: [ˈɦeːrə(n)tɑls]) är en kommun i provinsen Antwerpen i regionen Flandern i Belgien. Kommunen har cirka 28 272 invånare (2020).